# Ernest Marie Louis Bedel
Ernest Marie Louis Bedel (16. května 1849 Nantes – 26. ledna 1922 Paříž) byl francouzský entomolog.
Studoval v Nantes a Paříži, kde byl spolužákem budoucího entomologa Maurice Sédillota. Díky svému otci poznal některé z vědců jako Alcida Dessalines d'Orbigny, Henry Le Chateliera nebo Pierra Émile Gounella.
Před svým studiem na právech se roku 1870 zúčastnil prusko-francouzské války.
Bedel napsal asi 300 publikací zabývající se převážně brouky. Jeho sbírka hmyzu je uložena v Muséum national d'histoire naturelle v Paříži.